# Meisterschwanden
Meisterschwanden (gsw. Mäisterschwande) – gmina (Einwohnergemeinde) w Szwajcarii, w kantonie Argowia, w okręgu Lenzburg. Liczy 3 032 mieszkańców (31 grudnia 2020). Leży na wschodnim brzegu jeziora Hallwiler.